# 藤井清 (歌人)
藤井 清（ふじい きよし、1909年4月17日 - 1998年10月6日）は、日本の歌人・国文学者。

## 人物・来歴
福井県鯖江市生まれ。1939年広島文理科大学史学科卒。仙台の宮城県立第一高等女学校（現在の宮城県宮城第一高等学校)をふりだしに、宇都宮、福井など各地の高校、大学で教え、1969年退職。
1932年『国民文学』に入会し、松村英一に師事する。のち編集委員・選者。1978年「高樹会」会員となり、合同歌集「高樹」に参加。千代國一編集の歌誌「国民文学」の選者を務めた。

## 著書
- 『万葉異国風物誌』文理書院, 1966
- 『新燕 歌集』 (国民文学叢書 新星書房, 1985.11
- 『万葉集比較文学ノート』 国民文学叢書 新星書房, 1987.4
- 『松村英一 短歌と人生』 国民文学叢書 新星書房, 1989.9
- 『長安明月記 貧窮問答歌考』国民文学叢書 砂子屋書房, 1992.12
- 『半山 歌集』国民文学叢書 短歌新聞社, 1996.10